# Carl Ditt
Carl Ditt, auch Karl Ditt (6. April 1816 in Frankfurt am Main – 26. Januar 1888 in Mannheim) war ein deutscher Sänger (Bass, Bariton).

## Leben
Ditt, Sohn eines Kunstgärtners, war zuerst Kaufmann, widmete sich jedoch, 25 Jahre alt, der Bühne. Nachdem er sich im Frankfurter Männergesangverein wiederholt erfolgreich versucht hatte, wurde er Mitglied des Stadttheaters, bis er 1841 in den Verband des Hoftheaters Mannheim trat, wo er als „Oroviste“ und „Pietro“ in „Stumme von Portici“ debütierte und bis zu seinem Tode an dieser Bühne wirkte.
Er sang das ganze Baritonfach und ging 1847 zu den Bassbuffopartien über. In denselben leistete er Außerordentliches und dürfte nicht so leicht einen ebenbürtigen Rivalen gefunden haben. Ditt war hochmusikalisch, sang sicher und rein und wurde bei seinen Darbietungen von einem lebendig bewegten Spiel und glücklichem Humor vorteilhaft unterstützt. Dieser vortreffliche Künstler starb am 26. Januar 1888 in Mannheim.
Seine Brüder waren der Schauspieler Martin Ditt und der Sänger Franz Ditt.